# 鄧馮
鄧馮（?—?），表字君侯，西汉南阳郡（治今河南省南阳市）人，汉平帝时右扶风、尚书令。
鄧馮原任尙書令，元始五年（5年），取代七十岁病免的谢尧担任右扶风，右扶风管理渭城县、咸阳县、槐里县、鄠县、盩厔县、斄县、郁夷县、美阳县、郿县、雍县、漆县、栒邑县、隃麋县、陈仓县、杜阳县、汧县、好畤县、虢县、安陵县、茂陵县、平陵县、武功县二十二县。鄧馮是西汉最后一任右扶风。